# Santiago de los Mozos
Santiago de los Mozos Mocha (Valladolid, 1922 - 2001), catedrático de Gramática General y Crítica Literaria en las universidades de Granada y Valladolid, fue un gran maestro oral en Venezuela y en España, y asimismo un estudioso de la lengua y de la literatura española.

## Biografía
Santiago de los Mozos, hijo de un labrador castellano, estudió en Valladolid los cursos comunes de Filosofía y Letras. En su ciudad dio clases en la enseñanza secundaria, desde el curso 1943-1944, en diversos centros vallisoletanos, como el colegio El Salvador, donde había realizado los cuatro años de bachillerato. Gran lector se formó de modo autodidacta en unos años muy oscuros de su país natal. Más tarde se licenció y doctoró en Salamanca (Filología Románica). Fue premio extraordinario del doctorado, con El gerundio preposicional (Acta Salmanticensia).
Fundamental para su vida futura fue que, en 1954, emigró a Venezuela: quería lograr libertad intelectual y sacar adelante a su familia. Fue profesor de los Liceos «Hermágoras Chávez» y «Alejandro Fuenmayor» de la ciudad de Cabimas. Se hizo famoso allá, y se hizo querer enseguida: formó parte del equipo de profesores que inauguró la Escuela Normal «Rómulo Gallegos» en Cabimas, y Colaboró en la Universidad venezolana mediante conferencias en otras diversas ciudades (Coro, Punto Fijo, Zulia, Maracaibo). Su estancia americana fue determinante para su devenir personal y profesional, allí conoció la obra de Andrés Bello y Rufino Cuervo, pero también a filólogos como Ángel Rosenblat y Ramón Trujillo. Tenía la intención de quedarse cinco años, pero estuvo diez años en Venezuela por gratitud hacia sus oyentes, hasta el inicio del bachillerato de su hijo mayor.
Regresó a España en 1964 para doctorarse e iniciar su tercer período docente. Fue discípulo de Fernando Lázaro Carreter en Salamanca. Enseñó en la Universidad de Salamanca (adjunto de Gramática general y Crítica Literaria, desde 1966); y fue profesor en los cursos de las Universidades para Extranjeros durante varios años. 
En 1974, logró la plaza de Agregado, por oposición, en Valladolid. Catedrático ya de su disciplina en 1976, estará en la Universidad de Granada de 1976 a 1978, pero al fin retornó a su ciudad natal con éxito. Los años de profesor en Valladolid fueron fructíferos. Jubilado, desde 1987, fue profesor Emérito de la Universidad de su ciudad natal.
Su medio de comunicación favorito fue la palabra en vivo. Si su trabajo como profesor ha marcado a varias generaciones, su enseñanza oral ha llegado a miles de ciudadanos del Viejo y del Nuevo Mundo.
Santiago de los Mozos fue reconocido por su sobresaliente actividad como conferenciante, así en La Laguna, Las Palmas y Málaga hasta VAlladolid, Palencia, Oviedo y Santander, pasando por las grandes instituciones de Madrid. Y siempre habló en muchos Institutos de Bachillerato. Por lo demás, ha intervenido en Universidades extranjeras: Pau en Francia o Zulia en Venezuela. Y dio sonoras conferencias en la Biblioteca Española de París, y en junio de 1997, en el Instituto Cervantes de Viena.
Francisco Pino le pidió que presentara su poesía completa (Distinto y junto, Junta de Castilla y León, 1990) y Jorge Guillén, Miguel Delibes o Fernando Lázaro Carreter le reclamaron como padrino cuando fueron investidos doctores honoris causa por la Universidad de Valladolid.
Es Premio Castilla y León de Ciencias Sociales y Humanidades en 1992. En 1999 fue galardonado por El Norte de Castilla dada su singular trayectoria. Destaca sobremanera la monografía de un amigo y discípulo, Agustín García Simón, Retrato de un hombre libre. Conversaciones con D. Santiago de los Mozos

## Publicaciones
- El gerundio preposicional, Salamanca, Acta Salmanticensis, 1973 TD
- «El castellano o español, lengua de América», en Agustín García Simón  (ed.) Historia de una cultura, 1995.
- «Claves de la literatura castellana», en Agustín García Simón (ed.) Historia de una cultura, 1995
- Entre otros muchos escritos breves, destacan su presentación de Solar de Francisco Pino, 1984; o su selección e introducción a textos de José de Zorrilla, Flor de verso y prosa, 1993; o también dos agudos ensayos suyos sobre Jorge Guillén.